# Jeque

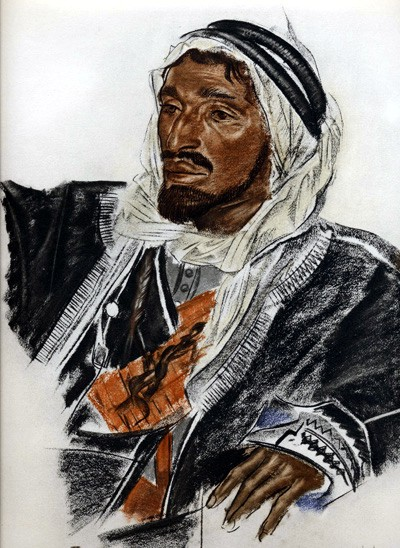
Imagen típica de un jeque, Sattam de Haddadin de Palmira, por Aleksandr Yákovlev.

Jeque (del árabe: شيخ [shaij o sheij] ‘anciano’) es un título de origen árabe, etimológicamente comparable al arquetipo de viejo sabio.
El uso de la grafía castellana «jeque» —derivada del árabe shaij o sheij— está documentada desde el siglo XV. Su sentido islámico es más restringido que el del término árabe. En efecto, el Diccionario de la RAE dice que un jeque es, «entre los musulmanes y otros pueblos orientales, superior o régulo que gobierna y manda un territorio o provincia, ya sea como soberano, ya como feudatario.» Popularmente, suele asociarse la palabra jeque a la imagen de los jefes beduinos o los potentados de la península arábiga.
Y también se le llama a un imán de mezquita sheij (ejemplo: "Sheikh Abdul Hamid kishk"), y se les llama sheij por lo que saben de religión o por un simple respeto por su edad.
En términos generales, un shayj o sheyj (femenino shayja o sheyja) es una persona respetada a causa de su edad o sus conocimientos. En el Islam con frecuencia designa genéricamente a los hombres versados en religión (como alfaquíes, ulemas, muftis, etc.). En una cofradía sufí el shaij es el maestro espiritual. Los árabes cristianos también suelen usarlo del mismo modo.
Shayj es también el jefe de una tribu beduina en la península arábiga, y fue utilizado como título oficial por los monarcas de Kuwait hasta que este estado ingresó en la Liga Árabe en 1961 y adoptó la denominación de emirato (siendo sus dirigentes entonces emires o príncipes).
En la zona del golfo Pérsico se usa el tratamiento para referirse a personas prominentes, generalmente altos cargos políticos u hombres de negocios (en estos casos se suele usar en castellano la palabra «jeque»).
En Argelia una shayja o sheyja es una maestra en ciertas formas de canto. La más conocida fuera de sus fronteras es Cheikha Remitti.
Con mucha frecuencia se usa el título como mero tratamiento de cortesía dirigido a personas mayores. Sin embargo, su uso es delicado ya que en determinados contextos puede utilizarse para hacer ver a alguien que es o parece un viejo. En muchos lugares (tanto del mundo árabe como de países musulmanes no árabes) shayj se ha convertido en nombre propio. En África Occidental son muy utilizadas en este sentido las derivaciones Cheïkh, Sékou o Cheikou.

## Etimología
La palabra en árabe proviene de una raíz triliteral Š-I-J (ش ي خ), relacionada con la vejez. Posteriormente pasó a significar «señor», «anciano venerable» y «noble» sobre todo en Arabia, donde «jeque» se convirtió en un título tradicional de un jefe tribal beduino en los últimos siglos. Debido a la expansión de la civilización árabe y del islam el término se ha mundializado como una palabra religiosa o sencillamente honorífica en culturas musulmanas africanas y asiáticas.
Así el título para musulmanes es un título religioso para una persona instruida, como palabra árabe es un término político independiente de la religión. También es muy usado por los drusos para designar a sus sacerdotes así como para los árabes cristianos para ancianos venerables.
Podría equipararse a la palabra latina senex, hombre anciano, del que deriva en muchos idiomas la palabra senador. De hecho en idioma árabe los senados de occidente, como el de EE. UU. a menudo se llaman machlis al-shuyuj, «consejo de ancianos».[cita requerida]